# Land of War: The Beginning
Land of War: The Beginning – gra komputerowa z gatunku strzelanek pierwszoosobowych osadzona w realiach II wojny światowej, wyprodukowana i wydana przez polskie studio MS Games. Premiera gry miała miejsce 10 czerwca 2021 roku na platformie cyfrowej Steam.

## Fabuła
Gra opowiada historię polskiego żołnierza, szeregowego Piotra Kowalskiego, który bierze udział w walkach podczas kampanii wrześniowej 1939 roku. Fabuła obejmuje częściowo fikcyjne oraz historyczne wydarzenia, takie jak bitwa pod Mokrą, bombardowanie Warszawy czy obrona Helu.

## Rozgrywka
Gracz wciela się w postać polskiego żołnierza, którym kieruje z perspektywy pierwszej osoby. Wyjątkiem jest misja lotnicza, w której bohater zasiada za sterami myśliwca PZL P.11, a gracz steruje nim z perspektywy trzeciej osoby. Rozgrywka nawiązuje do klasycznych strzelanek osadzonych w realiach II wojny światowej. Gracz otrzymuje do wykonania cele w formie rozkazów od przełożonych zarówno na początku jak i w trakcie trwania misji w miarę rozwoju sytuacji na polu bitwy; są to m.in. obrona lub odbicie jakiejś pozycji, zniszczenie wrogich pojazdów czy zabicie nieprzyjacielskiego snajpera. W ręce gracza oddano arsenał broni z epoki, takich jak pistolet Vis, karabinek wz. 29, karabin maszynowy Browning wz. 28, karabin przeciwpancerny Ur, czy eksperymentalny karabin wz. 38 „Maroszka”.

## Rozpowszechnienie
Pierwsze zapowiedzi gry pojawiły się we wrześniu 2019 roku. Mimo że początkowo zapowiadano premierę na kolejny rok, później została ona wyznaczona na 27 maja 2021 roku, jednak nie dotrzymano terminu premiery i została ona przeniesiona na bliżej nieokreślony termin. Powodem opóźnienia miały być zmiany wprowadzane przez twórców na ostatni moment: usunięcie z gry swastyk, aby gra mogła trafić również na rynek niemiecki. Ostatecznie grę opublikowano 10 czerwca 2021 roku na platformie cyfrowej Steam.
Land of War: The Beginning na etapie zapowiedzi było nazywane „polskim Call of Duty”.

## Odbiór
Gra Land of War: The Beginning została w większości krytycznie przyjęta przez recenzentów i graczy. Produkcji wytykano m.in. niedopracowanie oraz liczne błędy techniczne wpływające negatywnie na grywalność, nużącą rozgrywkę, przestarzałą grafikę, słaby dubbing, brak realizmu w niektórych misjach, a także nieścisłości historyczne. Pozytywnie oceniono dobrze wykonany model strzelania oraz duży wybór broni, w tym rzadko spotykanych w grach komputerowych polskich konstrukcji, a także samo podjęcie tematu kampanii wrześniowej.